# E. H. Shepard
Ernest Howard Shepard (10 de dezembro de 1879 — 24 de março de 1976) foi um artista e ilustrador inglês. Tornou-se conhecido por suas ilustrações de "animais humanizados" nos livros The Wind in the Willows de Kenneth Grahame e Winnie-the-Pooh de A. A. Milne.